# Craugastor emleni
Espèce
Synonymes
- Eleutherodactylus ranoides emleni Dunn, 1932
- Eleutherodactylus emleni Dunn, 1932
- Eleutherodactylus ranoides nubicola Dunn & Emlen, 1932 nec Dunn, 1926

Statut de conservation UICN

 EN  : En danger
Craugastor emleni est une espèce d'amphibiens de la famille des Craugastoridae.

## Répartition
Cette espèce est endémique du département de Francisco Morazán au Honduras. Elle se rencontre de Tegucigalpa à El Zamorano de 800 à 2 000 m d'altitude dans le bassin du río Choluteca.

## Étymologie
Cette espèce est nommée en l'honneur de John Thompson Emlen Jr. (1908-1997).

## Publications originales
- Dunn & Emlen, 1932 : Reptiles and amphibians from Honduras. Proceedings of the Academy of Natural Sciences of Philadelphia, vol. 84, p. 21-32.
- Dunn, 1932 : A preoccupied name in Eleutherodactylus. Copeia, vol. 1932, no 2, p. 97.